# Lista wybuchów jądrowych
Chronologiczna lista pierwszych wybuchów jądrowych z uwzględnieniem bojowego użycia broni jądrowej podczas ataków na Hiroszimę i Nagasaki.
Wszystkie daty podane są według czasu uniwersalnego (UTC).
W przypadku niektórych wybuchów wielkość wyzwolonej energii znana jest jedynie w przybliżeniu.
| Data i godzina (UTC)               | Kraj            | Nazwa próby                        | Miejsce przeprowadzenia                       | Współrzędne geograficzne | Energia wybuchu [kt] | Rodzaj wybuchu | H [m] | Typ ładunku                            | Uwagi | Zdjęcie |
| ---------------------------------- | --------------- | ---------------------------------- | --------------------------------------------- | ------------------------ | -------------------- | -------------- | ----- | -------------------------------------- | --- | ------- |
| 16 lipca 1945(dts) 11:29:45        | USA             | Trinity                            | okolice Alamogordo, Nowy Meksyk               | 33,675°N; 106,475°W      | 21                   | atmosferyczny  | 30    | rozszczepialny (plutonowy, implozyjny) | Pierwsza próbna eksplozja jądrowa.                                                                          |         |
| 5 sierpnia 1945(dts) 23:16:02      | USA             | Little Boy                         | Hiroszima, Japonia                            | 34,3914°N; 132,4581°E    | 12 - 18              | atmosferyczny  | 580   | rozszczepialny (uranowy, gun-type)     | Bomba typu Mk 1. 90 000 - 140 000 ofiar śmiertelnych ataku.                                                 |         |
| 9 sierpnia 1945(dts) 02:02         | USA             | Fat Man                            | Nagasaki, Japonia                             | 32,77017°N; 129,86567°E  | 21                   | atmosferyczny  | 503   | rozszczepialny (plutonowy, implozyjny) | Bomba typu Mk 3. 60 000 - 80 000 ofiar śmiertelnych ataku.                                                  |         |
| 30 czerwca 1946(dts) 22:00:34      | USA             | Crossroads Able                    | atol Bikini, wyspy Marshalla                  | 11,6°N; 165,5°E          | 21                   | atmosferyczny  | 158   | rozszczepialny (plutonowy)             | Pierwszy test broni jądrowej po zakończeniu II wojny światowej. Test bomby typu Mk 3A.                      |         |
| 24 lipca 1946(dts) 21:35:00        | USA             | Crossroads Baker                   | atol Bikini, wyspy Marshalla                  | 11,62°N; 165,49°E        | 21                   | podwodny       | - 27  | rozszczepialny (plutonowy)             | Pierwsza podwodna eksplozja jądrowa.                                                                        |         |
| 14 kwietnia 1948(dts) 18:16:59     | USA             | Sandstone X-Ray                    | atol Eniwetok - wyspa Enjebi                  | 11,667°N; 162,240°E      | 37                   | atmosferyczny  | 61    | rozszczepialny (uranowo-plutonowy)     | |         |
| 30 kwietnia 1948(dts) 18:08:59     | USA             | Sandstone Yoke                     | atol Eniwetok - wyspa Aomon                   | 11,622°N; 162,320°E      | 49                   | atmosferyczny  | 61    | rozszczepialny (uranowy)               | |         |
| 14 maja 1948(dts) 18:04:00         | USA             | Sandstone Zebra                    | atol Eniwetok - wyspa Runit                   | 11,555°N; 162,354°E      | 18                   | atmosferyczny  | 61    | rozszczepialny (uranowy)               | |         |
| 29 sierpnia 1949(dts) 00:00:00     | ZSRR            | Pierwaja Mołnia (RDS-1)            | poligon Semipałatyńsk                         | 50,44°N; 77,82°E         | 22                   | atmosferyczny  | 30    | rozszczepialny (plutonowy, implozyjny) | Pierwsza radziecka próbna eksplozja jądrowa. Kopia konstrukcji amerykańskiej Fat Man.                       |         |
| 27 stycznia 1951(dts) 13:44:51     | USA             | Ranger Able                        | Nevada Test Site, Area 5                      | 36,8°N; 116°W            | 1                    | atmosferyczny  | 323   | rozszczepialny (uranowy)               | |         |
| 28 stycznia 1951(dts) 13:52:04     | USA             | Ranger Baker                       | Nevada Test Site, Area 5                      | 36,8°N; 116°W            | 8                    | atmosferyczny  | 329   | rozszczepialny                         | |         |
| 1 lutego 1951(dts) 13:46:39        | USA             | Ranger Easy                        | Nevada Test Site, Area 5                      | 36,8°N; 116°W            | 1                    | atmosferyczny  | 329   | rozszczepialny                         | |         |
| 2 lutego 1951(dts) 13:48:48        | USA             | Ranger Baker-2                     | Nevada Test Site, Area 5                      | 36,8°N; 116°W            | 8                    | atmosferyczny  | 335   | rozszczepialny                         | |         |
| 6 lutego 1951(dts) 13:46:55        | USA             | Ranger Fox                         | Nevada Test Site, Area 5                      | 36,8°N; 116°W            | 22                   | atmosferyczny  | 437   | rozszczepialny                         | |         |
| 7 kwietnia 1951(dts) 17:33:57      | USA             | Greenhouse Dog                     | atol Eniwetok - wyspa Runit                   | 11,5558°N; 162,3544°E    | 81                   | atmosferyczny  | 91    | rozszczepialny (uranowo-plutonowy)     | Test bomby typu Mk 6.                                                                                       |         |
| 20 kwietnia 1951(dts) 17:27:00     | USA             | Greenhouse Easy                    | atol Eniwetok - wyspa Enjebi                  | 11,6689°N; 162,2403°E    | 47                   | atmosferyczny  | 91    | rozszczepialny (uranowo-plutonowy)     | |         |
| 8 maja 1951(dts) 20:30:00          | USA             | Greenhouse George                  | atol Eniwetok - wyspa Eberiru                 | 11,6269°N; 162,3147°E    | 225                  | atmosferyczny  | 61    | rozszczepialny / termojądrowy          | Pierwszy eksperyment fuzji termojądrowej - konstrukcja eksperymentalna, nienadająca się do użycia bojowego. |         |
| 24 maja 1951(dts) 17:16:59         | USA             | Greenhose Item                     | atol Eniwetok - wyspa Enjebi                  | 11,673°N; 162,2486°E     | 45,5                 | atmosferyczny  | 61    | wspomagany                             | Pierwsza próbna eksplozja wspomaganego ładunku jądrowego.                                                   |         |
| 24 września 1951(dts) 06:19:00     | ZSRR            | Wtoroja Mołnia                     | poligon Semipałatyńsk                         | 50,2°N; 78,3°E           | 38                   | atmosferyczny  | 30    | rozszczepialny                         | |         |
| 18 października 1951(dts) 03:53:00 | ZSRR            |                                    | poligon Semipałatyńsk                         | 48°N; 76°E               | 42                   | atmosferyczny  | 380   | rozszczepialny                         | |         |
| 22 października 1951(dts) 14:00:00 | USA             | Buster Able                        | Nevada Test Site, Area 7                      | 37,0839°N; 116,0239°W    | < 0,001              | atmosferyczny  | 30    | rozszczepialny (plutonowy)             | Test ładunku o projektowanej małej sile wybuchu. Niewypał - reakcja łańcuchowa o śladowej mocy.             |         |
| 28 października 1951(dts) 15:20:08 | USA             | Buster Baker                       | Nevada Test Site, Area 7                      | 37,085°N; 116,02°W       | 3,5                  | atmosferyczny  | 341   | rozszczepialny (uranowo-plutonowy)     | |         |
| 30 października 1951(dts) 15:00:29 | USA             | Buster Charlie                     | Nevada Test Site, Area 7                      | 37,085°N; 116,0203°W     | 14                   | atmosferyczny  | 345   | rozszczepialny (uranowo-plutonowy)     | |         |
| 1 listopada 1951(dts) 15:30:01     | USA             | Buster Dog                         | Nevada Test Site, Area 7                      | 37,0847°N; 116,0197°W    | 21                   | atmosferyczny  | 432   | rozszczepialny (uranowo-plutonowy)     | Test połączony z ćwiczeniami wojskowymi Desert Rock I.                                                      |         |
| 5 listopada 1951(dts) 16:29:58     | USA             | Buster Easy                        | Nevada Test Site, Area 7                      | 37,0919°N; 116,0244°W    | 31                   | atmosferyczny  | 401   | rozszczepialny (uranowo-plutonowy)     | Test prototypu bomby typu Mk 7.                                                                             |         |
| 19 listopada 1951(dts) 16:59:59    | USA             | Jangle Sugar                       | Nevada Test Site, Area 9                      | 37,1317°N; 116,0386°W    | 1,2                  | naziemny       | 1     | rozszczepialny (uranowy)               | Test połączony z ćwiczeniami wojskowymi Desert Rock II.                                                     |         |
| 29 listopada 1951(dts) 20:00:00    | USA             | Jangle Uncle                       | Nevada Test Site, Area 10                     | 37,168°N; 116,043°W      | 1,2                  | podziemny      | - 5   | rozszczepialny (uranowy)               | Pierwsza podziemna eksplozja jądrowa. Test połączony z ćwiczeniami wojskowymi Desert Rock III.              |         |
| 1 kwietnia 1952(dts) 17:00:07      | USA             | Tumbler Able                       | Nevada Test Site, Area 5                      | 36,7983°N; 115,9356°W    | 1                    | atmosferyczny  | 242   | rozszczepialny (uranowy)               | |         |
| 15 kwietnia 1952(dts) 17:29:57     | USA             | Tumbler Baker                      | Nevada Test Site, Area 7                      | 37,0842°N; 116,0194°W    | 1                    | atmosferyczny  | 338   | rozszczepialny (uranowy)               | |         |
| 22 kwietnia 1952(dts) 17:30:10     | USA             | Tumbler Charlie                    | Nevada Test Site, Area 7                      | 37,0844°N; 116,0203°W    | 31                   | atmosferyczny  | 1051  | rozszczepialny                         | Test połączony z ćwiczeniami Desert Rock IV.                                                                |         |
| 1 maja 1952(dts) 16:29:59          | USA             | Snapper Dog                        | Nevada Test Site, Area 7                      | 37,0842°N; 116,0203°W    | 19                   | atmosferyczny  | 317   | rozszczepialny                         | Test połączony z ćwiczeniami Desert Rock IV.                                                                |         |
| 7 maja 1952(dts) 12:14:59          | USA             | Snapper Easy                       | Nevada Test Site, Area 1                      | 37,0531°N; 116,1056°W    | 12                   | atmosferyczny  | 91    | rozszczepialny                         | Test prototypu bomby typu Mk 12.                                                                            |         |
| 25 maja 1952(dts) 11:59:59         | USA             | Snapper Fox                        | Nevada Test Site, Area 4                      | 37,0956°N; 116,1056°W    | 11                   | atmosferyczny  | 91    | rozszczepialny                         | Test połączony z ćwiczeniami Desert Rock IV.                                                                |         |
| 1 czerwca 1952(dts) 11:54:59       | USA             | Snapper George                     | Nevada Test Site, Area 3                      | 37,0481°N; 116,0211°W    | 15                   | atmosferyczny  | 91    | rozszczepialny                         | Test połączony z ćwiczeniami Desert Rock IV.                                                                |         |
| 5 czerwca 1952(dts) 11:55:00       | USA             | Snapper How                        | Nevada Test Site, Area 2                      | 37,1386°N; 116,1178°W    | 14                   | atmosferyczny  | 91    | rozszczepialny                         | |         |
| 3 października 1952(dts) 00:00:00  | Wielka Brytania | Hurricane                          | u wybrzeży Trimouille, wyspy Monte Bello      | 20,40°S; 115,57°E        | 25                   | atmosferyczny  | - 2,7 | rozszczepialny (plutonowy)             | Pierwsza brytyjska próbna eksplozja jądrowa. Eksplozja wewnątrz kadłuba okrętu.                             |         |
| 31 października 1952(dts) 19:14:59 | USA             | Ivy Mike                           | atol Eniwetok - wyspa Elugelab                | 11,669°N; 162,1964°E     | 10400                | atmosferyczny  | 11    | termojądrowy (dwustopniowy)            | Eksperymentalna eksplozja termojądrowa. Zniszczyła wyspę Elugelab.                                          |         |
| 15 listopada 1952(dts) 23:30:00    | USA             | Ivy King                           | atol Eniwetok - wyspa Runit                   | 11,5622°N; 162,3525°E    | 500                  | atmosferyczny  | 451   | rozszczepialny (uranowy)               | Test prototypu bomby typu Mk 18.                                                                            |         |
| 17 marca 1953(dts) 13:20:00        | USA             | Upshot-Knothole Annie              | Nevada Test Site, Area 3                      | 37,0478°N; 116,0211°W    | 16                   | atmosferyczny  | 91    | rozszczepialny                         | |         |
| 24 marca 1953(dts) 13:10:00        | USA             | Upshot-Knothole Nancy              | Nevada Test Site, Area 4                      | 37,0956°N; 116,1028°W    | 24                   | atmosferyczny  | 91    | rozszczepialny                         | |         |
| 31 marca 1953(dts) 13:00:00        | USA             | Upshot-Knothole Ruth               | Nevada Test Site, Area 7                      | 37,0828°N; 116,0239°W    | 0,2                  | atmosferyczny  | 93    | rozszczepialny                         | Test ładunku z wodorku uranu. Niewypał.                                                                     |         |
| 6 kwietnia 1953(dts) 15:29:38      | USA             | Upshot-Knothole Dixie              | Nevada Test Site, Area 7                      | 37,0847°N; 116,0180°W    | 11                   | atmosferyczny  | 1836  | rozszczepialny (wspomagany?)           | |         |
| 11 kwietnia 1953(dts) 12:44:59     | USA             | Upshot-Knothole Ray                | Nevada Test Site, Area 4                      | 37,0989°N; 116,0925°W    | 0,2                  | atmosferyczny  | 30    | rozszczepialny                         | Test ładunku z deuterku uranu. Niewypał.                                                                    |         |
| 18 kwietnia 1953(dts) 12:35:00     | USA             | Upshot-Knothole Badger             | Nevada Test Site, Area 2                      | 37,1383°N; 116,1178°W    | 23                   | atmosferyczny  | 91    | wspomagany                             | |         |
| 25 kwietnia 1953(dts) 12:29:59     | USA             | Upshot-Knothole Simon              | Nevada Test Site, Area 1                      | 37,0531°N; 116,1028°W    | 43                   | atmosferyczny  | 91    | rozszczepialny                         | |         |
| 8 maja 1953(dts) 15:29:55          | USA             | Upshot-Knothole Encore             | Nevada Test Site, Area 5                      | 36,8000°N; 115,9289°W    | 27                   | atmosferyczny  | 739   | rozszczepialny                         | |         |
| 19 maja 1953(dts) 12:04:59         | USA             | Upshot-Knothole Harry              | Nevada Test Site, Area 3                      | 37,0403°N; 116,0253°W    | 32                   | atmosferyczny  | 91    | rozszczepialny                         | |         |
| 25 maja 1953(dts) 15:30:00         | USA             | Upshot-Knothole Grable             | Nevada Test Site, Area 5                      | 36,7931°N; 115,9147°W    | 15                   | atmosferyczny  | 160   | rozszczepialny (uranowy, gun-type)     | Jądrowy pocisk artyleryjski wystrzelony z działa kalibru 280 mm. Ćwiczenia Desert Rock V.                   |         |
| 4 czerwca 1953(dts) 11:14:56       | USA             | Upshot-Knothole Climax             | Nevada Test Site, Area 7                      | 37,0875°N; 116,0183°W    | 61                   | atmosferyczny  | 407   | rozszczepialny                         | |         |
| 12 sierpnia 1953(dts)              | ZSRR            |                                    | poligon Semipałatyńsk                         | 48°N; 80°E               | 400                  | atmosferyczny  | 30    | termojądrowy (Słojka)                  | Pierwsza radziecka eksplozja termojądrowa - konstrukcja typu Słojka (RDS-6).                                |         |
| 23 sierpnia 1953(dts) 02:00        | ZSRR            |                                    | poligon Semipałatyńsk                         | 50°N; 78°E               | 28                   | atmosferyczny  | 600   | rozszczepialny                         | |         |
| 3 września 1953(dts)               | ZSRR            |                                    | poligon Semipałatyńsk                         | 50°N; 78°E               | 5,8                  | atmosferyczny  | 255   | rozszczepialny                         | |         |
| 8 września 1953(dts)               | ZSRR            |                                    | poligon Semipałatyńsk                         | 50°N; 78°E               | 1,6                  | atmosferyczny  | 220   | rozszczepialny                         | |         |
| 10 września 1953(dts)              | ZSRR            |                                    | poligon Semipałatyńsk                         | 50°N; 78°E               | 4,9                  | atmosferyczny  | 220   | rozszczepialny                         | |         |
| 14 października 1953(dts) 22:30:00 | Wielka Brytania | Totem 1 (T1)                       | Emu Fields, Australia Południowa              | 28,68°S; 132,34°E        | 10                   | atmosferyczny  | 31    | rozszczepialny                         | |         |
| 26 października 1953(dts) 22:30:00 | Wielka Brytania | Totem 2 (T2)                       | Emu Fields, Australia Południowa              | 28,70°S; 132,35°E        | 8                    | atmosferyczny  | 31    | rozszczepialny                         | |         |
| 28 lutego 1954(dts) 18:45:00       | USA             | Castle Bravo                       | atol Bikini, wyspy Marshalla                  | 11,6908°N; 165,2736°E    | 15000                | atmosferyczny  | 2     | termojądrowy (dwustopniowy)            | Największa amerykańska eksplozja jądrowa. 1 ofiara śmiertelna, ponad 93 rannych.                            |         |
| 26 marca 1954(dts) 18:30:00        | USA             | Castle Romeo                       | atol Bikini                                   | 11,6908°N; 165,273°E     | 11000                | atmosferyczny  | 4     | termojądrowy (dwustopniowy)            | |         |
| 6 kwietnia 1954(dts) 18:20:00      | USA             | Castle Koon                        | atol Bikini - wyspa Eninman                   | 11,4967°N; 165,3675°E    | 110                  | atmosferyczny  | 3     | termojądrowy                           | Nieudany test ładunku termojądrowego.                                                                       |         |
| 25 kwietnia 1954(dts) 18:10:00     | USA             | Castle Union                       | atol Bikini                                   | 11,6664°N; 165,3872°E    | 6900                 | atmosferyczny  | 4     | termojądrowy (dwustopniowy)            | |         |
| 4 maja 1954(dts) 18:10:00          | USA             | Castle Yankee                      | atol Bikini                                   | 11,6656°N; 165,3869°E    | 13500                | atmosferyczny  | 4     | termojądrowy (dwustopniowy)            | |         |
| 13 maja 1954(dts) 18:20:00         | USA             | Castle Nectar                      | atol Eniwetok                                 | 11,6705°N; 162,1964°E    | 1690                 | atmosferyczny  | 4     | termojądrowy (dwustopniowy)            | |         |
| 14 września 1954(dts) 06:33:00     | ZSRR            |                                    | poligon Tockoje                               | 52,6°N; 52,84°E          | 40                   | atmosferyczny  | 350   | rozszczepialny (uranowo-plutonowy)     | Ćwiczenia wojskowe Snieżok z użyciem ładunku jądrowego. Nieznana liczba rannych.                            |         |
| 29 września 1954(dts)              | ZSRR            |                                    | poligon Semipałatyńsk                         | 50°N; 78°E               | 0,2                  | atmosferyczny  | 210   | rozszczepialny                         | |         |
| 1 października 1954(dts)           | ZSRR            |                                    | poligon Semipałatyńsk                         | 50°N; 78°E               | 0,03                 | atmosferyczny  | 105   | rozszczepialny                         | |         |
| 3 października 1954(dts)           | ZSRR            |                                    | poligon Semipałatyńsk                         | 50°N; 78°E               | 2                    | atmosferyczny  | 130   | rozszczepialny                         | |         |
| 5 października 1954(dts) 03:00:00  | ZSRR            |                                    | poligon Semipałatyńsk                         | 50°N; 78°E               | 4                    | naziemny       | 0     | rozszczepialny                         | |         |
| 8 października 1954(dts)           | ZSRR            |                                    | poligon Semipałatyńsk                         | 50°N; 78°E               | 0,8                  | atmosferyczny  | 295   | rozszczepialny                         | |         |
| 19 października 1954(dts)          | ZSRR            |                                    | poligon Semipałatyńsk                         | 50°N; 78°E               | < 0,001              | atmosferyczny  | 15    | rozszczepialny                         | Niewypał.                                                                                                   |         |
| 23 października 1954(dts)          | ZSRR            |                                    | poligon Semipałatyńsk                         | 50°N; 78°E               | 62                   | atmosferyczny  | 410   | rozszczepialny                         | |         |
| 26 października 1954(dts)          | ZSRR            |                                    | poligon Semipałatyńsk                         | 50°N; 78°E               | 2,8                  | atmosferyczny  | 110   | rozszczepialny                         | |         |
| 30 października 1954(dts)          | ZSRR            |                                    | poligon Semipałatyńsk                         | 50°N; 78°E               | 10                   | atmosferyczny  | 55    | rozszczepialny                         | |         |
| 18 lutego 1955(dts) 19:59:59       | USA             | Teapot Wasp                        | Nevada Test Site, Area 7                      | 37,0867°N; 116,0219°W    | 1,2                  | atmosferyczny  | 232   | rozszczepialny (uranowy)               | Testy operacji Teapot połączone były z ćwiczeniami Desert Rock VI.                                          |         |
| 22 lutego 1955(dts) 13:45:00       | USA             | Teapot Moth                        | Nevada Test Site, Area 3                      | 37,0478°N; 116,0211°W    | 2                    | atmosferyczny  | 91    | rozszczepialny                         | |         |
| 1 marca 1955(dts) 13:30:00         | USA             | Teapot Tesla                       | Nevada Test Site, Area 9                      | 37,1255°N; 116,0475°W    | 7                    | atmosferyczny  | 91    | rozszczepialny                         | |         |
| 7 marca 1955(dts) 13:20:00         | USA             | Teapot Turk                        | Nevada Test Site, Area 2                      | 37,1383°N; 116,1175°W    | 43                   | atmosferyczny  | 152   | wspomagany                             | |         |
| 12 marca 1955(dts) 13:19:59        | USA             | Teapot Hornet                      | Nevada Test Site, Area 3                      | 37,0403°N; 116,0253°W    | 4                    | atmosferyczny  | 91    | wspomagany                             | |         |
| 22 marca 1955(dts) 13:04:59        | USA             | Teapot Bee                         | Nevada Test Site, Area 7                      | 37,0947°N; 116,0239°W    | 8                    | atmosferyczny  | 152   | wspomagany                             | |         |
| 23 marca 1955(dts) 20:30:00        | USA             | Teapot Ess                         | Nevada Test Site, Area 10                     | 37,1683°N; 116,0439°W    | 1,2                  | podziemny      | - 20  | rozszczepialny (uranowy)               | |         |
| 29 marca 1955(dts) 12:55:00        | USA             | Teapot Apple-1                     | Nevada Test Site, Area 4                      | 37,0956°N; 116,1028°W    | 14                   | atmosferyczny  | 152   | rozszczepialny                         | Test nieudany.                                                                                              |         |
| 29 marca 1955(dts) 17:59:54        | USA             | Teapot Wasp Prime                  | Nevada Test Site, Area 7                      | 37,0867°N; 116,0578°W    | 3,2                  | atmosferyczny  | 225   | rozszczepialny                         | |         |
| 6 kwietnia 1955(dts) 18:00:04      | USA             | Teapot HA (High Altitude)          | Nevada Test Site, Area 1                      | 37,0286°N; 116,0578°W    | 3,2                  | atmosferyczny  | 11160 | rozszczepialny                         | Test głowicy jądrowej pocisku powietrze-powietrze na dużej wysokości.                                       |         |
| 9 kwietnia 1955(dts) 12:30:00      | USA             | Teapot Post                        | Nevada Test Site, Area 9                      | 37,1222°N; 116,0344°W    | 2                    | atmosferyczny  | 91    | rozszczepialny                         | |         |
| 15 kwietnia 1955(dts) 19:15:00     | USA             | Teapot MET (Military Effects Test) | Nevada Test Site, Area 5                      | 36,7981°N; 115,9289°W    | 22                   | atmosferyczny  | 122   | rozszczepialny (uranowo-plutonowy)     | |         |
| 5 maja 1955(dts) 12:10:00          | USA             | Teapot Apple-2                     | Nevada Test Site, Area 1                      | 37,0531°N; 116,1025°W    | 29                   | atmosferyczny  | 152   | rozszczepialny                         | |         |
| 14 maja 1955(dts) 20:00:00         | USA             | Wigwam                             | Ocean Spokojny                                | 28,7333°N; 126,2667°W    | 30                   | podwodny       | - 610 | rozszczepialny                         | |         |
| 15 maja 1955(dts) 11:59:59         | USA             | Teapot Zucchini                    | Nevada Test Site, Area 7                      | 37,0947°N; 116,0239°W    | 28                   | atmosferyczny  | 152   | rozszczepialny                         | |         |
| 29 lipca 1955(dts) 02:00:00        | ZSRR            |                                    | poligon Semipałatyńsk                         | 50°N; 78°E               | 1,3                  | atmosferyczny  | 2,5   | rozszczepialny                         | |         |
| 2 sierpnia 1955(dts) 03:00:00      | ZSRR            |                                    | poligon Semipałatyńsk                         | 50°N; 78°E               | 12                   | atmosferyczny  | 2,5   | rozszczepialny                         | |         |
| 5 sierpnia 1955(dts)               | ZSRR            |                                    | poligon Semipałatyńsk                         | 50°N; 78°E               | 1,2                  | atmosferyczny  | 1,5   | rozszczepialny                         | |         |
| 21 września 1955(dts)              | ZSRR            |                                    | Poligon Północny - Nowa Ziemia, Czornaja Guba | 70,7°N; 54,56°E          | 3,5                  | podwodny       | - 30  | rozszczepialny                         | |         |
| 1 listopada 1955(dts) 22:10:00     | USA             | Project 56 No. 1                   | Nevada Test Site, Area 11a                    | 36,90°N; 115,95°W        | 0                    | atmosferyczny  | 0     | rozszczepialny                         | Jednopunktowy test bezpieczeństwa.                                                                          |         |
| 3 listopada 1955(dts) 21:15:00     | USA             | Project 56 No. 2                   | Nevada Test Site, Area 11b                    | 36,90°N; 115,95°W        | 0                    | atmosferyczny  | 0     | rozszczepialny                         | Jednopunktowy test bezpieczeństwa.                                                                          |         |
| 5 listopada 1955(dts) 19:55:00     | USA             | Project 56 No. 3                   | Nevada Test Site, Area 11c                    | 36,90°N; 115,95°W        | 0                    | atmosferyczny  | 0     | rozszczepialny                         | Jednopunktowy test bezpieczeństwa.                                                                          |         |
| 6 listopada 1955(dts) 04:50:00     | ZSRR            |                                    | poligon Semipałatyńsk                         | 50°N; 78°E               | 250                  | atmosferyczny  | 1000  | termojądrowy (Słojka)                  | |         |
| 22 listopada 1955(dts)             | ZSRR            |                                    | poligon Semipałatyńsk                         | 50°N; 78°E               | 1600                 | atmosferyczny  | 1550  | termojądrowy (dwustopniowy)            | Pierwszy radziecki ładunek wykorzystujący implozję radiacyjną (RDS-37). 2 ofiary śmiertelne, 47 rannych.    |         |